# 459 v. Chr.
Portal Geschichte | Portal Biografien | Aktuelle Ereignisse | Jahreskalender | Tagesartikel

◄ |
6. Jahrhundert v. Chr. |
5. Jahrhundert v. Chr. |
4. Jahrhundert v. Chr. |
►

◄ | 470er v. Chr. | 460er v. Chr. | 450er v. Chr. | 440er v. Chr. |
430er v. Chr. |
►

◄◄ | ◄ | 462 v. Chr. | 461 v. Chr. | 460 v. Chr. | 459 v. Chr. |
458 v. Chr. |
457 v. Chr. |
456 v. Chr. |
► |
►►

## Ereignisse

### Politik und Weltgeschehen
- Quintus Fabius Vibulanus wird zum dritten Mal Konsul der Römischen Republik.
- Duketios, Führer der Sikeler auf Sizilien, erobert und zerstört die griechische Stadt Morgantina.
- Pentekontaetie: Athen führt Krieg gegen Korinth und Ägina, wobei Megara belagert wird.

## Gestorben
- um 459 v. Chr.: Themistokles, athenischer Feldherr und Staatsmann